# Partridge, Wilson & Company
Partridge, Wilson & Company Ltd. war ein britischer Hersteller von Nutzfahrzeugen und Automobilen.

## Unternehmensgeschichte
Das Unternehmen aus Leicester begann 1934 mit der Produktion von Nutzfahrzeugen, speziell von Lieferwagen mit Elektromotor. Zwischen 1935 und 1936 entstanden auch Personenkraftwagen. Der Markenname lautete Wilson. 1954 endete die Produktion.

## Automobile
Das einzige Pkw-Modell war ein Elektroauto. Im langen Fahrzeugbug befanden sich die Batterien. Arthur Mulliner aus Northampton fertigte die stromlinienförmige Coupékarosserie. Die Höchstgeschwindigkeit war mit 43 km/h angegeben und die Reichweite mit 64 km. Der Neupreis betrug 385 Pfund. Zum Vergleich: der etwa gleich große Morris Ten kostete 200 Pfund. Insgesamt entstanden etwa 40 Exemplare, von denen eines heute noch existiert.